# Joseph Lewis (Eishockeyspieler)
Joseph „Joey“ Lewis (* 26. Juli 1992 in Newport, Wales) ist ein deutsch-britischer Eishockeyspieler, der seit August 2025 beim ESV Buchloe aus der viertklassigen Eishockey-Bayernliga unter Vertrag steht und dort auf der Position des Stürmers spielt. Im bisherigen Verlauf seiner aktiven Karriere bestritt Lewis zwischen 2009 und 2025 unter anderem 524 Spiele für die Heilbronner Falken, Starbulls Rosenheim und den ESV Kaufbeuren in der DEL2. Mit der britischen Nationalmannschaft nahm Lewis an der Weltmeisterschaft 2019 teil.

## Karriere

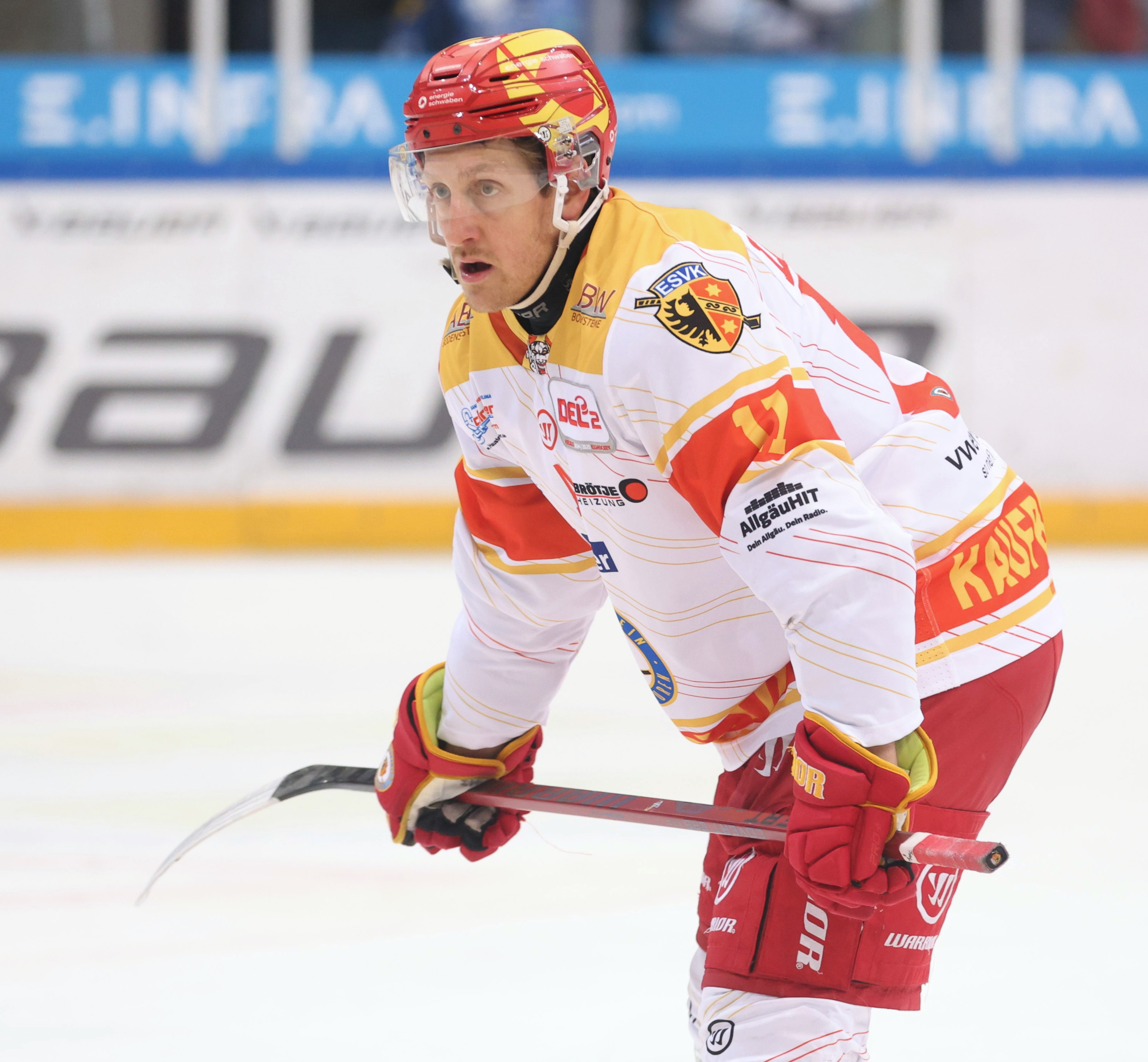
Lewis im Trikot des ESV Kaufbeuren (2024)

Lewis wurde im walisischen Newport geboren und begann mit dem Eishockeysport im Nachwuchsbereich der Cardiff Devils. Ab 2007 spielte er zwei Jahre lang für verschiedene Teams aus dem englischen Swindon und feierte dort für die Swindon Wildcats aus der English Premier Ice Hockey League (EPIHL) sein Debüt im Männereishockey. Zur Saison 2009/10 entschied sich der Stürmer für einen Wechsel nach Deutschland und spielte für den Nachwuchs des Iserlohner EC in der Deutschen Nachwuchsliga (DNL). Anschließend absolvierte er im Nachwuchsbereich zwei Jahre für den EV Füssen.
Noch als Kontingentspieler geltend verbrachte Lewis mit Beginn der Spielzeit 2012/13 drei Jahre in der drittklassigen Oberliga, wo er trotz seines noch jungen Alters in 118 Spielen für die Füchse Duisburg, Hammer Eisbären und Tölzer Löwen insgesamt 155 Scorerpunkte – darunter 57 Tore – erreichte. Zwischen 2015 und 2017 lief Lewis, der zwischenzeitlich die deutsche Staatsbürgerschaft erhalten hatte, für die Heilbronner Falken und Starbulls Rosenheim in der DEL2 auf. In seinen ersten beiden DEL2-Spielzeiten erzielte er insgesamt 60 Scorerpunkte, aufgeteilt in 24 Tore und 36 Torvorlagen. Zur Saison 2017/18 wechselte der Deutsch-Brite innerhalb der DEL2 zum ESV Kaufbeuren. Dort fungierte er zwischenzeitlich als einer der Assistenzkapitäne des ESVK. Nach der Saison 2024/25 beendete der 32-Jährige im März 2025 seine Karriere. Im August desselben Jahres gab allerdings der ESV Buchloe aus der viertklassigen Eishockey-Bayernliga die Verpflichtung des Deutsch-Briten bekannt.

### International
Im Juniorenbereich nahm Lewis mit den Juniorennationalmannschaften des britischen Eishockeyverbands Ice Hockey UK an zahlreichen internationalen Turnieren teil. So spielte der Stürmer mit der U18-Auswahl bei der U18-Junioren-Weltmeisterschaft 2009 der Division II, bei der der Aufstieg in die Division I gelang. Dort lief Lewis bei der U18-Junioren-Weltmeisterschaft 2010 auf. Zum Kader der britischen U20-Mannschaft gehörte er beiden Turnieren der Jahre 2011 und 2012 in der Division I bzw. IA. Aus der Division IA stieg die Mannschaft nach dem sechsten Platz im Jahr 2012 ab.
Sein Debüt in der britischen A-Nationalmannschaft feierte Lewis bei der Weltmeisterschaft 2019, die die Briten auf dem 13. Platz abschlossen. Im Rahmen des Turniers kam der Angreifer zu zwei Einsätzen, in denen er punktlos blieb.

## Erfolge und Auszeichnungen
- 2009 Aufstieg in die Division I bei der U18-Junioren-Weltmeisterschaft der Division II, Gruppe B

## Karrierestatistik
Stand: Ende der Saison 2024/25

### International
Vertrat Großbritannien bei:
| - U18-Junioren-Weltmeisterschaft der Division II 2009 - U18-Junioren-Weltmeisterschaft der Division I 2010 - U20-Junioren-Weltmeisterschaft der Division I 2011 | - U20-Junioren-Weltmeisterschaft der Division IA 2012 - Weltmeisterschaft 2019 |

(Legende zur Spielerstatistik: Sp oder GP = absolvierte Spiele; T oder G = erzielte Tore; V oder A = erzielte Assists; Pkt oder Pts = erzielte Scorerpunkte; SM oder PIM = erhaltene Strafminuten; +/− = Plus/Minus-Bilanz; PP = erzielte Überzahltore; SH = erzielte Unterzahltore; GW = erzielte Siegtore; 1 Play-downs/Relegation; Kursiv: Statistik nicht vollständig)